# Gracco De Nardo
Caio Gracco Giulio De Nardo, meglio noto con il solo nome Gracco (Terni, 24 settembre 1893 – Piedimonte San Germano, 22 aprile 1984), è stato un calciatore e allenatore di calcio italiano, di ruolo difensore.

## Carriera

### Club
Nel 1914-1915 De Nardo figurava nella squadra riserve del Genoa, ma dopo l'entrata in guerra dell'Italia e la conseguente partenza di alcuni titolari, più della metà dei componenti della prima squadra vennero prelevati dalla squadra riserve. Uno dei promossi in prima squadra era proprio De Nardo.
De Nardo rimase al Genoa anche nella stagione successiva. Dopo la fine della guerra, nel 1919 si trasferì alla Spes fino al 1922.
Passa alla Sampierdarenese nel 1923 dove chiude la carriera.

### Nazionale
De Nardo disputò due partite con la Nazionale. Venne convocato alle Olimpiadi del 1920 di Anversa, e scese in campo il 2 settembre 1920 in occasione di Spagna-Italia (2-0). La sua seconda ed ultima presenza è datata 6 novembre 1921, giorno dell'amichevole contro la Svizzera a Ginevra.

### Allenatore
Dopo aver abbandonato il calcio giocato, De Nardo allenò, per una sola stagione, l'Entella di Chiavari, nella Seconda Divisione 1929-1930.

## Statistiche

### Cronologia presenze e reti in Nazionale
| Cronologia completa delle presenze e delle reti in nazionale ― Italia | Cronologia completa delle presenze e delle reti in nazionale ― Italia | Cronologia completa delle presenze e delle reti in nazionale ― Italia | Cronologia completa delle presenze e delle reti in nazionale ― Italia | Cronologia completa delle presenze e delle reti in nazionale ― Italia | Cronologia completa delle presenze e delle reti in nazionale ― Italia | Cronologia completa delle presenze e delle reti in nazionale ― Italia | Cronologia completa delle presenze e delle reti in nazionale ― Italia |
| Data                                                                  | Città                                                                 | In casa                                                               | Risultato                                                             | Ospiti                                                                | Competizione                                                          | Reti                                                                  | Note                                                                  |
| --------------------------------------------------------------------- | --------------------------------------------------------------------- | --------------------------------------------------------------------- | --------------------------------------------------------------------- | --------------------------------------------------------------------- | --------------------------------------------------------------------- | --------------------------------------------------------------------- | --------------------------------------------------------------------- |
| 02/09/1920                                                            | Anversa                                                               | Spagna                                                                | 2 – 0                                                                 | Italia                                                                | Olimpiadi 1920                                                        | 0                                                                     |                                                                       |
| 06/11/1921                                                            | Ginevra                                                               | Svizzera                                                              | 1 – 1                                                                 | Italia                                                                | Amichevole                                                            | 0                                                                     |                                                                       |
| Totale                                                                |                                                                       | Presenze                                                              | 2                                                                     |                                                                       | Reti                                                                  | 0                                                                     |                                                                       |